# Euploea paykullei
Euploea paykullei är en fjärilsart som beskrevs av Butler 1876. Euploea paykullei ingår i släktet Euploea och familjen praktfjärilar. Inga underarter finns listade i Catalogue of Life.